# 香山美子 (作家)
香山 美子（こうやま よしこ、1928年10月10日 - ）は、日本の児童文学作家・絵本作家、詩人。
日本児童文学者協会評議委員。

## 略歴
東京都生まれ。旧制金城女子専門学校（現：金城学院大学）国文学科卒。
1963年、『あり子の記』でNHK児童文学奨励賞、日本児童文学者協会賞を受賞。
数多くの創作・詩・絵本などの著書がある。

## 主な作品

### 童話
- 『宇宙バス』（国土社、創作子どもSF全集）
- 『プラスチックの木』（国土社、創作子どもSF全集）
- 『ふしぎなまがりかど』（童心社）
- 『ふりむけば風のなかに』（新日本出版社）
- 『4月ぼく4年生になった』（金の星社）
- 『事件のはじめはネコ三びき』（金の星社） など

### 絵本
- 『どうぞのいす』（ひさかたチャイルド）
- 『ごろりん ごろん ころろろろ』（ひさかたチャイルド）
- 『ヒッコリーのきのみ』（ひさかたチャイルド） など

### 作詞
- 『コンコンクシャンのうた』（1961年）
- 『おはなしゆびさん』（1962年）- 2007年1月に日本の歌百選に選ばれている。
- 『げんこつやまのたぬきさん』（1973年）

NETテレビ『あそびましょパンポロリン』より。山田美也子の歌でレコード化され、1975年、コロムビアレコード・ゴールドディスク賞受賞。童謡『げんこつ山のたぬきさん』への歌詞付加。
- 『おべんとうばこのうた』（1978年）- 日本テレビ系列『おはよう!こどもショー』より。
- 『いとまきのうた』（1983年）
- 映画「忍者ハットリくん＋忍者怪獣ジッポウ」『忍者ハットリくん』『ごきげんジッポウくん』
- TVアニメ「リトル・ルルとちっちゃい仲間」『リトル・ルルとちっちゃい仲間』『わたしはルル』
- TVアニメ「シートン動物記 くまの子ジャッキー」『おおきなくまになったら』『ランとジャッキー』他
- TVアニメ「シートン動物記 りすのバナー」『きみはねこじゃない』『ヒッコリーのきのみ』他
- TVアニメ「ワンワン三銃士」『ワンワン三銃士』『そういうお主は?』
- 『バスごっこ』